# Anoteropsis montana
Anoteropsis montana Vink, 2002 è un ragno appartenente alla famiglia Lycosidae.

## Etimologia
Il nome proprio della specie deriva dall'aggettivo latino montanus, -a, -um, cioè del monte, montano, in riferimento all'habitat della specie.

## Caratteristiche
Si distingue dalle altre specie del genere per la punta arrotondata dell'apofisi mediana del bulbo maschile e per gli scleriti laterali dell'epigino ed il relativo labbro posteriore a forma di U.
L'olotipo maschile rinvenuto ha lunghezza totale è di 10,10mm; la lunghezza del cefalotorace è di 5,20mm; e la larghezza è di 2,20mm.

## Distribuzione
La specie è stata reperita nella Nuova Zelanda meridionale: l'olotipo maschile è stato rinvenuto sulla catena montuosa Seaward Kaikoura Range lungo il corso di un affluente del fiume Hapuku, appartenente alla regione di Canterbury.

## Tassonomia
Al 2016 non sono note sottospecie e dal 2002 non sono stati esaminati nuovi esemplari.